# Haupt-Befehlsleiter
De Haupt-Befehlsleiter was de hoogst haalbare rang binnen de NSDAP zonder de rechtstreekse benoeming door Hitler. Alleen de Gauleiter  (Gouwleider) en Reichsleiter  (Rijksleider) waren hoger in rang, maar deze rangen bestonden niet in de normale NSDAP-hiërarchische structuur. Tot 1939 waren de Kreisleiter en Ortsgruppenleiter, de vierde en vijfde rang in de rangenstructuur van het nationaalsocialisme. Na het uitbreken van de Tweede Wereldoorlog waren de Kreisleiters en de Ortsgruppenleiters alleen nog maar titulaire rangen.
Albert Speer, de Rijksminister van Bewapening en Oorlogsproductie, werd hij in 1942 tot Befehlsleiter bevorderd, en in 1944 tot Ober-Befehlsleiter. 

## Rangen

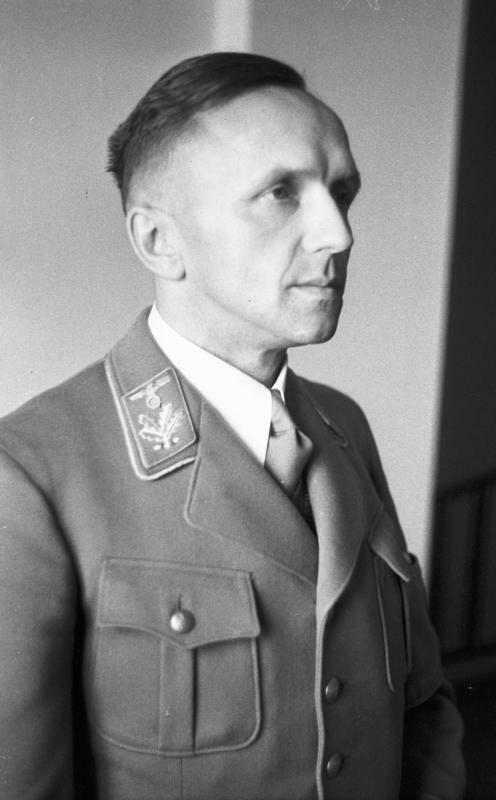
Gerhard Klopfer als Befehlsleiter in de NSDAP.

| Insigne   | Insigne      | NSDAP               | Wehrmacht equivalent | NL Landmacht equivalent |
| NAVO-rang | Kraagspiegel | NSDAP               | Wehrmacht equivalent | NL Landmacht equivalent |
| --------- | ------------ | ------------------- | -------------------- | ----------------------- |
| OF-7      |              | Befehlsleiter       | Generalleutnant      | Generaal-majoor         |
| OF-8      |              | Ober-Befehlsleiter  | General der wapenvak | Luitenant-generaal      |
| OF-9      |              | Haupt-Befehlsleiter | Generaloberst        | Generaal                |